# Nedre Rottensjön
Nedre Rottensjön är en sjö i Härjedalens kommun i Härjedalen och ingår i Dalälvens huvudavrinningsområde. Sjön har en area på 1,89 kvadratkilometer och ligger 608,3 meter över havet. Sjön avvattnas av vattendraget Rotnen. Vid provfiske har abborre, elritsa, gädda och lake fångats i sjön.

## Delavrinningsområde
Nedre Rottensjön ingår i det delavrinningsområde (684851-138493) som SMHI kallar för Utloppet av Nedre Rottensjön. Medelhöjden är 651 meter över havet och ytan är 13,79 kvadratkilometer. Räknas de 2 avrinningsområdena uppströms in blir den totala arean 35,84 kvadratkilometer. Rotnen som avvattnar avrinningsområdet har biflödesordning 2, vilket innebär att vattnet flödar genom två vattendrag innan det når havet efter 424 kilometer. Avrinningsområdet består mestadels av skog (67 procent) och sankmarker (19 procent). Avrinningsområdet har 1,89 kvadratkilometer vattenytor vilket ger det en sjöprocent på 13,7 procent.